# Vitanje
Vitanje là một khu tự quản (tiếng Slovenia: občine, số ít – občina) trong vùng Savinjska của Slovenia. Vitanje có diện tích 59.4 km2, dân số là theo điều tra ngày 31 tháng 3 năm 2002 là 2317 người. Thủ phủ khu tự quản Vitanje đóng tại Vitanje.